# Locust Mount
Locust Mount es un lugar designado por el censo ubicado en el condado de Accomack en el estado estadounidense de Virginia. En el Censo de 2020 tenía una población de 52 habitantes y una densidad poblacional de 71,23habitantes por km². Fue incluido como CDP en el censo de 2020.

## Geografía
Locust Mount se encuentra ubicado en las coordenadas 37°36′45″N 75°42′6″O / 37.61250, -75.70167. Según la Oficina del Censo de los Estados Unidos,  tiene una superficie total de 0,73 km², todos correspondientes a tierra firme.